# Vincent Priessnitz

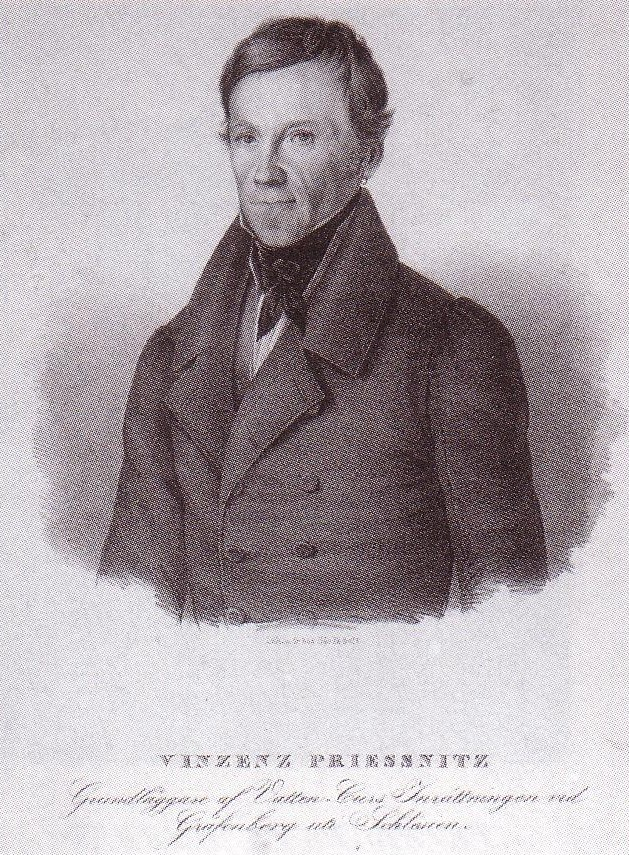
Vincent Priessnitz

Vincent Priessnitz ook wel Vincent Prießnitz (soms in het Duits Vinzenz, in het Engels Vincent, in het Tsjechisch Vincenc (4 oktober 1799 - 28 november 1851 ) was een boer in Gräfenberg (tegenwoordig Lázně Jeseník), Oostenrijks Silezië, die begin 1800 faam maakte door vele zieken te genezen met koudwatercompressen in combinatie met ademhalingsoefeningen en een dieet.
Hij wordt algemeen beschouwd als de grondlegger van de moderne hydrotherapie. Priessnitz benadrukte remedies zoals geschikt voedsel, frisse lucht, lichaamsbeweging, rust en water. 

## Monument
Nabij Laag Soeren (gemeente Rheden) is omstreeks 1860 het Priesnitzmonument opgericht ter ere van vier watergeneeskundigen waaronder Vincent Priessnitz.